# Distretto di Cajamarquilla
Il distretto di Cajamarquilla è un distretto del Perù nella provincia di Ocros (regione di Ancash) con 429 abitanti al censimento 2007 dei quali 421 urbani e 8 rurali.
È stato istituito il 23 ottobre 1907.